# 인지주의 (윤리학)
인지주의는 윤리적 문장이 명제를 표현하므로 비인지주의자들이 부인하는 참 또는 거짓이 될 수 있다는 메타윤리학적 관점이다. 인지주의는 도덕 실재론, 윤리학적 주관주의를 포괄하는 광범위한 논제가 될 수 있다.
명제는 의미 있는 선언적 문장이 표현해야 하는 것이다.
윤리적 인지주의자들은 윤리적 문장이 명제를 표현한다고 주장한다. 즉, 참 또는 거짓이 될 수 있다는 것이다. 인지주의자들은 이 문장들이 마치 우리가 "헤이!"라고 말하는 것처럼 감정을 표현하는 것이 아니라고 생각한다. 반대로, 윤리적 문장이 참이거나 거짓일 수 없다고 믿는다면, 그 사람은 비인지주의자이다.